# Coelostomidia deboerae
Coelostomidia deboerae är en insektsart som beskrevs av Morales 1991. Coelostomidia deboerae ingår i släktet Coelostomidia och familjen pärlsköldlöss. Inga underarter finns listade i Catalogue of Life.